# Bondo Petello
Bondo Petello [ˈbondo peˈtɛlːo] (Bónd Petèl [ˈbont pɛˈtɛl , bompɛˈtɛl], o più comunemente Bónd, in dialetto bergamasco) è una frazione del comune di Albino, in provincia di Bergamo.

## Geografia fisica

### Territorio

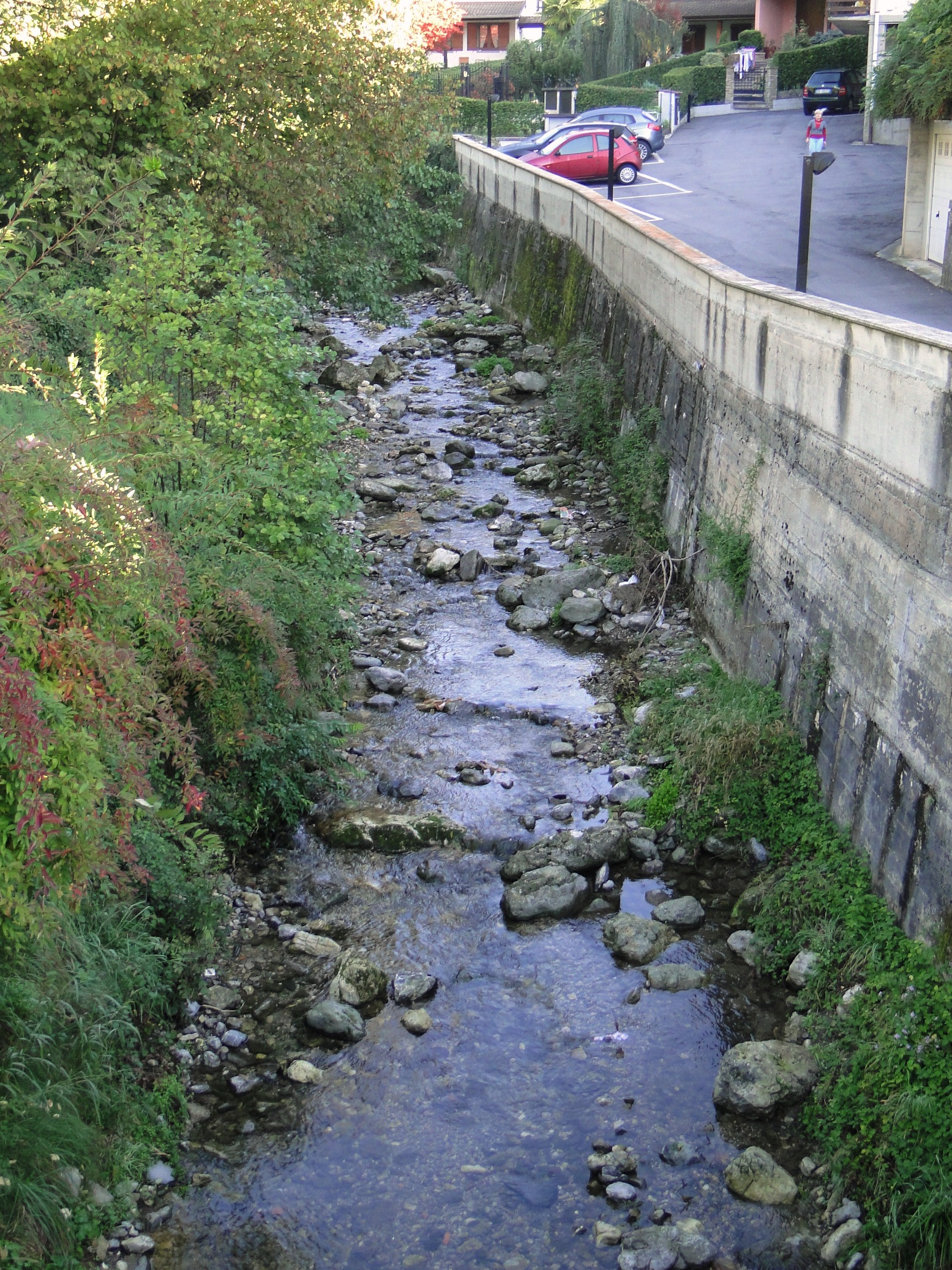
Il torrente Valgua presso il centro abitato

Il territorio della frazione si sviluppa in un contesto caratterizzato completamente da ambiente montano e collinare.
La frazione si suddivide tra l'abitato di Bondo, posto nella porzione meridionale dove si raggruppa la maggior parte della popolazione residente, Petello, zona boschiva arrampicata sulle pendici del monte Nigromo, Perola, posta sul confine con Comenduno che negli ultimi decenni ha visto un impressionante sviluppo edilizio, ed altre località tra cui Bruseto, Cedrello, Dosso e Favallo che conservano ancor'oggi tratti tipici della loro origine rurale.
L'area in cui si sviluppa la frazione ha una forma triangolare: il lato a Nord è delimitato dal monte Nigromo e dall'abitato di Amora, frazione di Aviatico, mentre i due lati inclinati convergono verso sud seguendo l'andamento della valle dell'Albina ad Ovest e della valle Brandena ad Est, fino al punto della confluenza della seconda nella prima.
Tra queste si trovano altre piccole vallette minori, percorse da altrettanti torrenti e corsi d'acqua: oltre alla valle dell'Albina, percorsa dall'omonimo torrente e che divide il territorio di Bondo dal capoluogo di Albino sia a Sud che ad Est, vi sono anche Valgua, stretta tra angusti spazi ricavati tra il monte Nigromo e le ultime propaggini del monte Cornagera, la valle del Rena, che si sviluppa tra le pendici dell'omonimo monte e che termina presso Bruseto, e la già citata valle Brandena, che nel suo tratto più a monte segna il confine con Comenduno mentre in quello terminale con Desenzano.

## Storia
I primi segni della presenza umana affondano le proprie radici fin dalla preistoria, come testimoniato da reperti rinvenuti in due piccole grotte naturali, chiamate "Paradìs di Àsegn" (paradiso degli asini) e  "Büs de la Scabla" (buco della Scabla), poste nella valle dell'Albina, in territorio di Aviatico ma nei pressi del confine con Petello.
Il "Paradìs di Àsegn", esplorato per la prima volta nel 1928 e poi scandagliato approfonditamente nel 1948, ha svelato sia consistenti resti preistorici che tracce risalenti al periodo tardo-romano ed alto medievale, tra cui numerosi monili (orecchini, anelli, pettini e campanelli) ed oggetti in ceramica (anfore ed olle). Anche il "Büs de la Scabla" venne frequentato ed utilizzato a lungo dai primi abitanti di queste zone, essendovi state rinvenute sepolture dell'età del rame, piccoli cocci dell'età del Bronzo finale, frammenti di tegami, olle e ceramiche del periodo della età imperiale e tardo romana ed un sesterzio di Adriano (prima metà del II secolo d.C.).
Il toponimo di Bondo, molto diffuso nella provincia di Bergamo (si ricordano le omonime località presso Colzate, Gromo, Adrara San Martino ed Ubiale), deriva dalla matrice Bond di derivazione prelatina, probabilmente riconducibile al periodo celtico, che sta ad indicare un luogo posto in una conca.
Più incerta è invece l'origine del nome di Petello: un'ipotesi lo vorrebbe far derivare da "peta", voce indicante una salita, un'altra invece da "petèl", ovvero piccolo terreno, come riscontrato in toponimi posti in Brianza ed in Provincia di Mantova).
In epoca medievale il borgo fu aggregato, al pari delle terre circostanti, ai possedimenti del vescovo di Bergamo. Ed è proprio in un documento del massimo esponente religioso della provincia che viene citato per la prima volta il nome di Bondo: è il 993 quando il vescovo Attone descrive alcune sue proprietà "in territorio di Bondo, presso la corte di Albino". Di competenza vescovile erano anche i boschi ed i pascoli, ma la gestione dei relativi beni collettivi era ad appannaggio del Comune Maggiore di Albino, nel quale erano comprese, oltre al capoluogo, Bondo, Desenzano e Comenduno.
A partire dal XIII secolo il feudalesimo lasciò posto ai comuni: in tale ambito molte piccole realtà si dotarono di una propria autonomia amministrativa. Tra queste anche Bondo Petello, che viene citato negli statuti cittadini di Bergamo del XIV e XV secolo come indipendente anche se in unione fiscale con Albino.
I confini descritti nel 1353 risultano essere quasi uguali al territorio censuario ottocentesco, con l'eccezione per la località Bruseto che pochi anni prima, persa la propria autonomia, aveva optato per l'annessione a Comenduno, essendo possedimento di famiglie di quel paese, formando un'exclave comendunese in territorio di Bondo.
In quegli anni, a differenza dei borghi limitrofi, il paese non fu interessato dalle lotte fratricide tra guelfi e ghibellini, anche per via del fatto che ben pochi erano gli interessi economici, e di conseguenza le famiglie blasonate, presenti sul territorio.
Nel 1475 Bondo Petello, dopo aver accettato un'istanza presentata dal comune di Albino, ottenne l'aggregazione al capoluogo seriano. Tuttavia la "convivenza" si rivelò alquanto movimentata, tanto che già nel secolo successivo si verificarono malumori nella popolazione che sfociarono alla richiesta di separazione avanzata nel 1594 dai "Poveri di Bondo". Questo gruppo di persone, composto da operai, contadini, artigiani e negozianti, che quindi non disponeva di proprietà terriere, contestava la cattiva amministrazione albinese e la scorretta distribuzione dei carichi fiscali imposta dal capoluogo, che faceva derivare la maggior parte del carico fiscale dai dazi e non, come richiesto dai bondesi, dalle rendite derivanti dalle proprietà terriere.
L'autonomia fu ottenuta nel 1653 come "contrada esterna", denominata "Bondo, Petello e Dosso Uniti", del Comune Maggiore di Albino. La denominazione venne modificata nel 1805 quando nel territorio comunale fu inglobata anche la località di Bruseto, assumendo quindi il nome di "Bondo, Petello e Bruseto".
Tuttavia la successiva riorganizzazione territoriale attuata dal regime napoleonico della Repubblica Cisalpina nel 1809 unì nuovamente Bondo ad Albino. Questa volta l'unione ebbe vita breve dal momento che già nel febbraio 1816, complice il passaggio dell'intera regione al Regno Lombardo-Veneto, venne ripristinata l'autonomia di "Bondo, Petello con Brusetto", che qualche anno dopo più tardi venne rinominato con l'attuale dicitura di "Bondo Petello".
Il comune mantenne sempre una popolazione molto limitata numericamente, la cui maggioranza viveva al di sotto della soglia di povertà. A questo contribuì anche il forte aumento dei prezzi di frumento e granoturco (ai tempi chiamato "melgone") che in soli sette anni aumentò del 250%.
A tal riguardo, una stima effettuata nel 1817 segnalava che, a fronte di una popolazione di 234 abitanti, ben 170 fossero assistiti dalla Congregazione della carità: si consideri che nel capoluogo di Albino gli assistiti erano pari a 110 a fronte di una popolazione di quasi 1800 unità.
Al momento dell'annessione al Regno di Sardegna, avvenuta nel 1859, il comune era retto da un consiglio di quindici membri e da una giunta di due elementi, con una popolazione pari a 372 unità. Con l'istituzione del Regno d'Italia i residenti vennero registrati ogni dieci anni mediante un censimento: nel 1861 gli abitanti erano 388, saliti a 430 dieci anni più tardi. Nel 1881 si contavano invece 448 residenti, aumentati fino a raggiungere la quota di 538 nel 1901, e di 633 nel 1911, registrando una lieve flessione nel 1921, anno in cui si assestarono a 625 unità.
Nel frattempo Bondo aveva ottenuto anche l'autonomia in ambito religioso, svincolandosi dalla Prepositurale albinese di San Giuliano, ergendosi a parrocchia il 13 dicembre 1882.
Tuttavia l'autonomia amministrativa cessò il 12 gennaio 1928 quando il Regio Decreto numero 62 aggregò definitivamente il paese ad Albino.

## Luoghi d'interesse

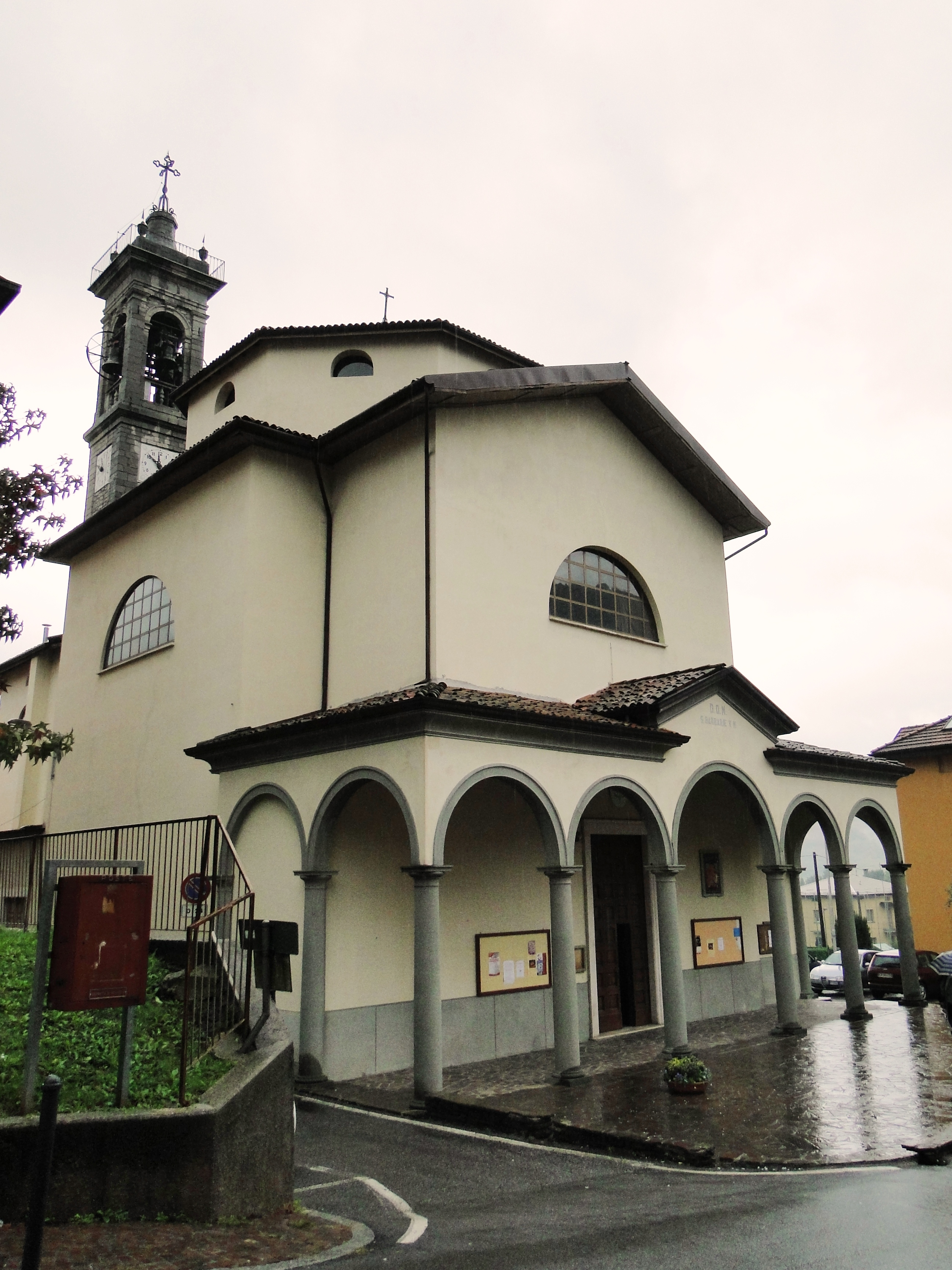
La chiesa parrocchiale di Santa Barbara

La chiesa parrocchiale di Santa Barbara, edificata nel corso del XVI secolo ma per secoli considerata "sussidiaria" della parrocchia di San Giuliano in Albino, venne ampliata nel 1853 secondo uno schema a croce greca in stile neoclassico, con il campanile risalente al 1859 ed portone esterno al 1962. Eretta a parrocchia nel 1882, possiede al proprio interno la pala Vergine con Santa Barbara e Santa Caterina d'Alessandria di Giovan Battista Moroni, affreschi di Giuseppe Carnelli e decorazioni di Guglielmo Lecchi. Si trovano inoltre due tele d'impianto ottocentesco (Martirio di Santa Brigida e Martirio di Santa Caterina) realizzate dal pittore Pietro Fassi.

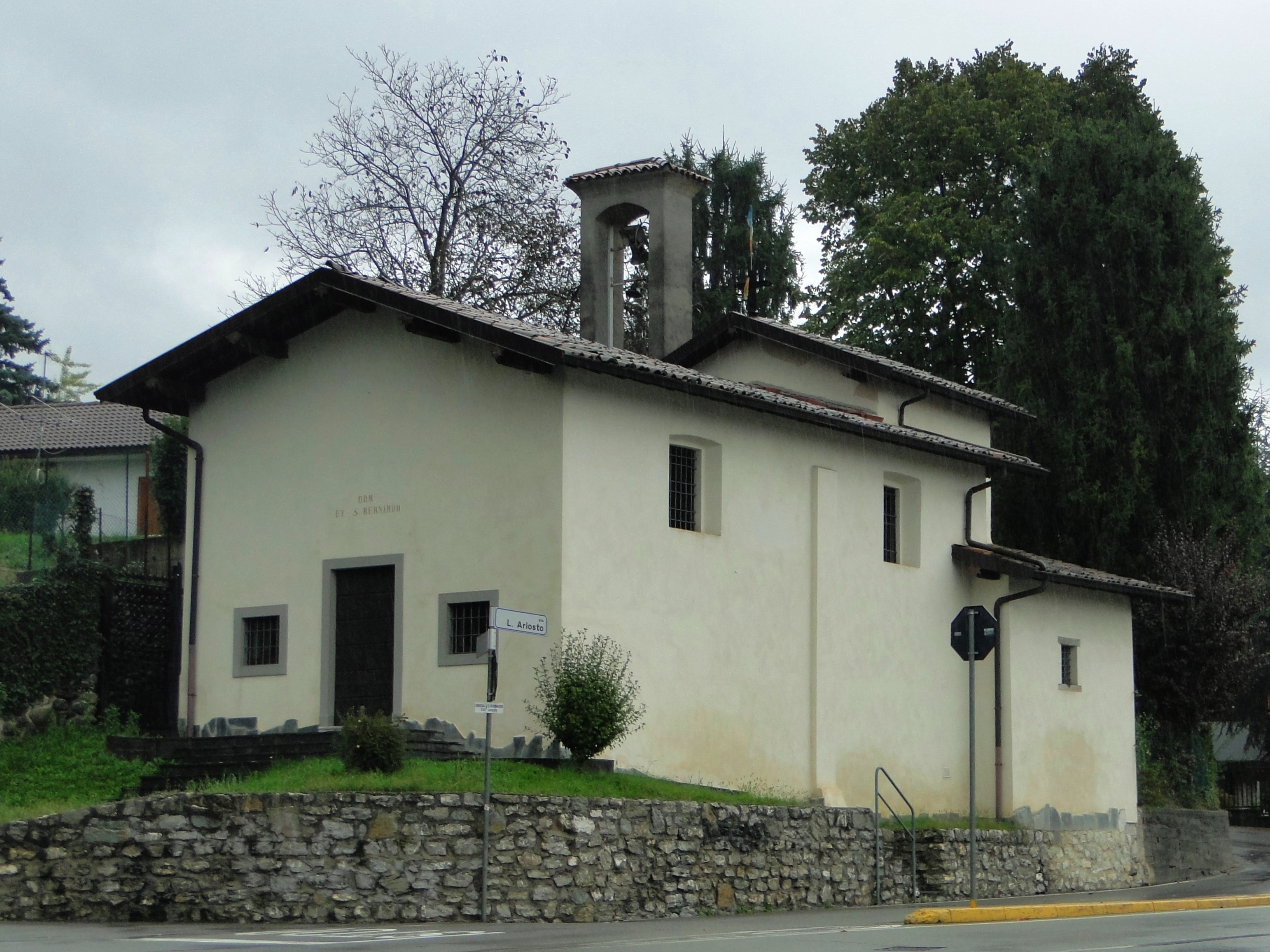
La chiesa di San Bernardo in Bruseto, piccolo comune in età medievale

Particolare interesse ricoprono anche il santuario di Petello, dedicato alla Beata Vergine delle Grazie, e la chiesetta di San Bernardo in Bruseto. Il primo, con una struttura molto semplice, venne aperto al culto nel 1688 dopo l'ampliamento di una santella. Posto in località Petello, presso una radura che si fa spazio tra i boschi ad un'altezza di circa 620 m s.l.m., è raggiungibile soltanto tramite una strada silvo-pastorale. Il secondo invece è un antico oratorio a cui faceva riferimento la piccola comunità di Bruseto, comune autonomo in epoca medievale, dedicato a San Bernardo e terminato nel corso del XVI secolo, ma ristrutturato verso la fine del XX secolo.
In ambito naturalistico, le alture che circondano la frazione presentano un contesto molto suggestivo: numerosi sono infatti gli itinerari che gli abitanti sono soliti a frequentare. Tra i principali vi è la traccia, contrassegnata con il segnavia del CAI numero 537, che raggiunge prima il santuario della Madonna di Petello e poi i piccoli borghi di Amora ed Ama; a questa va aggiunto il sentiero che, con segnavia giallo numero 5, parte dalla località Valgua arrampicandosi sul monte Nigromo, raggiungendo la località Poggio di Ama.
Numerosi sono i sentieri minori che, anche a bassa quota, collegano le varie località della frazione e si connettono ad altre tracce tra le quali il sentiero Agostino Noris e l'antica mulattiera Albino–Selvino (segnavia 550), posta sul versante destro della valle dell'Albina, sopra la quale passa la Funivia Albino-Selvino.
In località Valgua è inoltre presente una forra che, percorsa sul fondo da un piccolo torrente, presenta pareti rocciose a strapiombo per 30-40 metri. Su queste, composte da Dolomia Principale, roccia compatta e poco alterabile, sono presenti numerose "palestre di arrampicata" utilizzate dagli appassionati di arrampicata.